# قهوه‌خانه حاج رجب
قهوه‌خانه حاج رجب مربوط به دوره پهلوی است و در شهرستان گرمسار، بخش ایوانکی، میان خیابان شهید بهشتی شهر ایوانکی و جاده تهران، مشهد واقع شده و این اثر در تاریخ ۲۶ اسفند ۱۳۸۷ با شمارهٔ ثبت ۲۶۰۷۴ به‌عنوان یکی از آثار ملی ایران به ثبت رسیده است.